# Star-crossed lovers
|  | Denne artikel er oprettet af botten PalnaBot ud fra en ekstern database. Den kan derfor have sproglige fejl eller mangler. Denne skabelon kan fjernes efter kontrol af indholdet. |

Star-crossed lovers er en kortfilm fra 1991 instrueret af Irene Werner Stage efter manuskript af Irene Werner Stage.

## Handling
Om det androgyne, om mænd og kvinder der ikke opfatter det mandlige og det kvindelige som to uforanderlige størrelser.